# Стяжкин, Юрий Михайлович
Юрий Михайлович Стяжкин (27.07.1928-14.01.2009) — российский учёный, доктор физико-математических наук, профессор, лауреат Ленинской премии и Государственной премии СССР.
Родился 27 июля 1928 г. в Нижнем Новгороде. В 1956 г. с отличием окончил МАИ по специальности «Авиационные двигатели» с присвоением квалификации инженера-механика.
Распределён во ВНИИЭФ в отдел Льва Владимировича Альтшулера.
В 1957 г. вместе с Л. В. Альтшулером и Я. Б. Зельдовичем стал автором метода изучения сжимаемости урана и плутония в ядерных зарядах без ядерных взрывов («метод невзрывных цепных реакций (НЦР)»).
В 1962 г. в составе группы ученых ВНИИЭФ (Ю. С. Замятнин, А. И. Веретенников, В. М. Горбачев, Е. К. Бонюшкин и др.) удостоен звания лауреата Ленинской премии — за участие в исследованиях сравнительной эффективности различных схем атомных зарядов и изучения сжимаемости урана и плутония до рекордно высоких давлений и плотностей.
В 1958—1962 гг. обучался в заочной аспирантуре, в марте 1965 года защитил кандидатскую диссертацию.
С 1963 до конца 1990-х гг. учёный секретарь НТС ВНИИЭФ. Кроме того: с 1965 г. — учёный секретарь специализированного Совета ВНИИЭФ по защите докторских диссертаций, с мая 1966 г. зав. лабораторией НЦР, с апреля 1968 г. одновременно начальник отдела Ученого секретаря (ОУС) ВНИИЭФ.
В 1970-х гг. на базе своей лаборатории создал расчетно-теоретический отдел, который заложил научные основы ряда новых направлений.
В 1968 г. совместно с А. Л. Гладченко предложил оригинальную схему облучательной установки, в которой простым и экономичным способом достигаются требуемые высокие уровни воздействия n-γ излучения. В 1970-х гг. этот способ создания рекордно высоких потоков быстрых нейтронов успешно применялся для испытаний стойкости ядерных зарядов к воздействию нейтронного излучения ядерного взрыва. За разработку облучательной установки и применение новых методов исследования в ноябре 1977 г. вместе с сотрудниками ВНИИЭФ А. Д. Пелипенко, Г. А. Сосниным, С. М. Трещалиным, Е. Я. Юриным, а также Я. Н. Андреевым (ВНИИТФ) удостоен звания лауреата Государственной премии СССР.
После защиты докторской диссертации (1975) решением ВАК от 20 февраля 1976 г. присуждена ученая степень доктора физико-математических наук.
В марте 1980 г. его лаборатория НЦР была преобразована в самостоятельный теоретический отдел.
В том же году совместно с Л. С. Соломоновым (МИТ) предложил схему транспортабельного импульсного генератора для проверок крупногабаритной военной техники к воздействию излучений ядерного взрыва. Такой генератор был создан под его руководством и в 1984 г. принят к использованию Советской армией и ВМФ. За эту работу в 1985 г. награждён орденом Трудового Красного Знамени.
Последняя должность — главный научный сотрудник ИФВ. С февраля 2006 г. на пенсии.
Заслуженный деятель науки РФ (1997).
Умер 14 января 2009 г. после тяжелой продолжительной болезни. Похоронен на Аллее Почетных захоронений муниципального кладбища в Сарове.
Жена — Татьяна Викторовна Стяжкина, кандидат биологических наук. Сын Владимир — кардиолог, кандидат медицинских наук. Дочь Ольга — инженер-технолог по композиционным материалам.